# 莱文沃思 (华盛顿州)
莱文沃思（英語：Leavenworth），是美国华盛顿州奇兰县下属的一座城市。該市是韦纳奇-東韋納奇都會統計區的一部份。根据 2000年美国人口普查，该市有人口2,074人。根据2010年美国人口普查，该市有人口1,965人。而2011年估计该市有1,993人。整個市中心被塑造成巴伐利亞村。

## 外部連結
- （英文） 莱文沃思官方網站 （页面存档备份，存于）
- （英文） 莱文沃思商會
- （英文） 中的“莱文沃思 (华盛顿州)”